# فيليب فيليبس
فيليب لادون فيليبس الابن (بالإنجليزية: Phillip Phillips)‏ (ولد في 20 سبتمبر 1990) هو مغني وكاتب اغاني أميركي من يسبورغ، جورجيا. فاز الموسم الحادي عشر للأمريكان أيدول في 23 مايو

## طفولة
فيليب فيليبس بدأت جعل الموسيقى عندما كان عمره 14 عاما، وذلك بفضل صديقه الشقيقة الكبرى (والآن زوج)، بنيامين نيل. «بن لمذهلة عازف الجيتار، علمني بضعة الحبال يوم واحد وأنا فقط سقطت في الحب معها على الفور»، كما يقول فيليبس. منذ اثنين وعاش في مدن منفصلة، أبقى فيليبس على دراسة الإيتار من تلقاء نفسه («في الغالب عن طريق اللعب جنبا إلى جنب مع آلة الكاريوكي») وسرعان ما وجد نفسه ريففس اتقان من الكلاسيكية والصخور المسارات مثل «يدخن على الماء» ديب بيربل واوزي شكلت فيليبس أوزبورن في «قطار مجنون». بعد عدة سنوات، فرقة الصوتية مع شقيقته وشقيقه في القانون، وأضاف أن الغناء ذخيرته. «كنت دائما الغناء لنفسي أبدا وتدع أحدا يسمع لي، ولكن بعد ذلك أختي وأخي في القانون اشتعلت لي ليلة واحدة وقال لي إن علي أن تبدأ الغناء في الفرقة،» كما يقول. «لعبنا في الكنيسة التي كانت معبأة الأحد والغرفة وكنت أعتقد أنني ذاهب لتمرير، ولكن أنا فعلت هذا.»

## مسقط
بعد تخرجه في المدرسة الثانوية، بدأت فيليبس دراسة نظم تكنولوجيا الصناعية في ألباني الكلية التقنية في جورجيا واصل عزف الموسيقى مع شقيقه في القانون. «حصلنا على اسم لأنفسنا، ولعب في المدن الجامعية في المهرجانات و، وأحيانا مجرد اللعب مجانا أو مقابل الغذاء»، ويقول فيليبس. بتشجيع من عائلته وأصدقائه، أخذ فيليبس استراحة من العمل في دكان البيدق عائلته واختبارا للأمريكان أيدول في صيف 2011 وسرعان ما وجد نفسه اختراق قوية الأداء الكامل حنجرة، من الأغاني لفنانين مثل إحياء Creedence كليرووتر، أوتيس ريدنج، ويلسون بيكيت على الساحة المعبود. وإذ يعد نفسه لتسجيل الإفراج عنه لأول مرة، فيليبس يهدف إلى توجيه هذه الروح حنون في الصخور يحركها الصوتية مع الصوت، ترابي الأصيلة. «ما زلت استغرب كيف ذلك في هذا عملت بها»، كما يقول فيليبس، الذي يخطط لجلب شقيقه في القانون على الألبوم وعازف الجيتار. «كنت أعرف أنني يجب دائما الموسيقى بغض النظر عما يحدث، ولكن لم أتخيل أبدا أنه سيكون الوصول إلى هذا المستوى. انا متشوقة للغاية لمجرد الحصول على الذهاب ويكون كبيرا من الوقت القيام بذلك.»

## أغنية
صدر فيليب فيليبس الصفحة الرئيسية أغنية بعد فوزه أمريكان أيدول. باع أكثر من 278,000 التنزيلات من واحد له. فيليب فيليبس والانتقال إلى صوت أكثر الصخور كما يقول «انها ستكون لدينا أكثر من صوت موسيقى الروك».

## روابط خارجية
- فيليب فيليبس على موقع IMDb (الإنجليزية)
- فيليب فيليبس على موقع ميوزك برينز (الإنجليزية)
- فيليب فيليبس على موقع رولينغ ستون (الإنجليزية)
- فيليب فيليبس على موقع أول ميوزيك (الإنجليزية)
- فيليب فيليبس على موقع ديسكوغز (الإنجليزية)